# Люсан (Жер)
Люса́н (фр. Lussan) — коммуна во Франции, находится в регионе Юг — Пиренеи. Департамент — Жер. Входит в состав кантона Жимонт. Округ коммуны — Ош.
Код INSEE коммуны — 32221.

## География
Коммуна расположена приблизительно в 600 км к югу от Парижа, в 60 км западнее Тулузы, в 13 км к востоку от Оша.
На востоке коммуны протекает река Арратс.

## Климат
Климат умеренно-океанический. Лето жаркое и немного дождливое, температура часто превышает 35 °С. Зимой часто бывает отрицательная температура и ночные заморозки. Годовое количество осадков — 700—900 мм.

## Население
Население коммуны на 2010 год составляло 244 человека.
| 1962 | 1968 | 1975 | 1982 | 1990 | 1999 | 2010 |
| ---- | ---- | ---- | ---- | ---- | ---- | ---- |
| 212  | 211  | 171  | 185  | 211  | 192  | 244  |

## Администрация
| Период | Период | Фамилия     | Партия | Примечания |
| ------ | ------ | ----------- | ------ | ---------- |
| 2001   | 2008   | Макс Бейлак |        |            |
| 2008   | 2020   | Брюно Бодар |        |            |

## Экономика
В 2010 году среди 159 человек трудоспособного возраста (15-64 лет) 126 были экономически активными, 33 — неактивными (показатель активности — 79,2 %, в 1999 году было 71,8 %). Из 126 активных жителей работали 122 человека (58 мужчин и 64 женщины), безработных было 4 (3 мужчин и 1 женщина). Среди 33 неактивных 13 человек были учениками или студентами, 14 — пенсионерами, 6 были неактивными по другим причинам.

## Достопримечательности
- Церковь (1741 год). Исторический памятник с 1979 года[4]
- Голубятня (1815 год). Исторический памятник с 1973 года[5]

## Фотогалерея

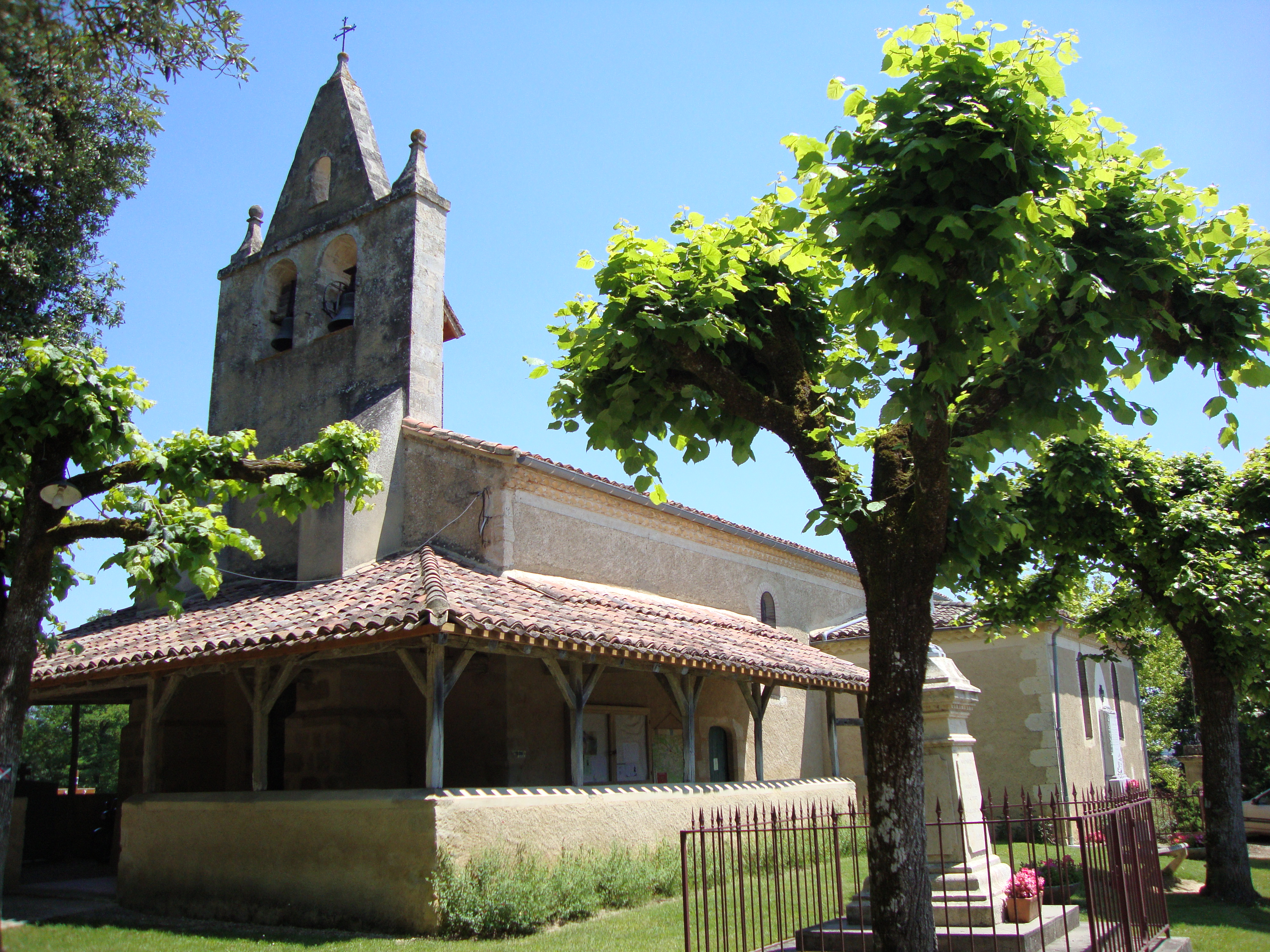
Церковь
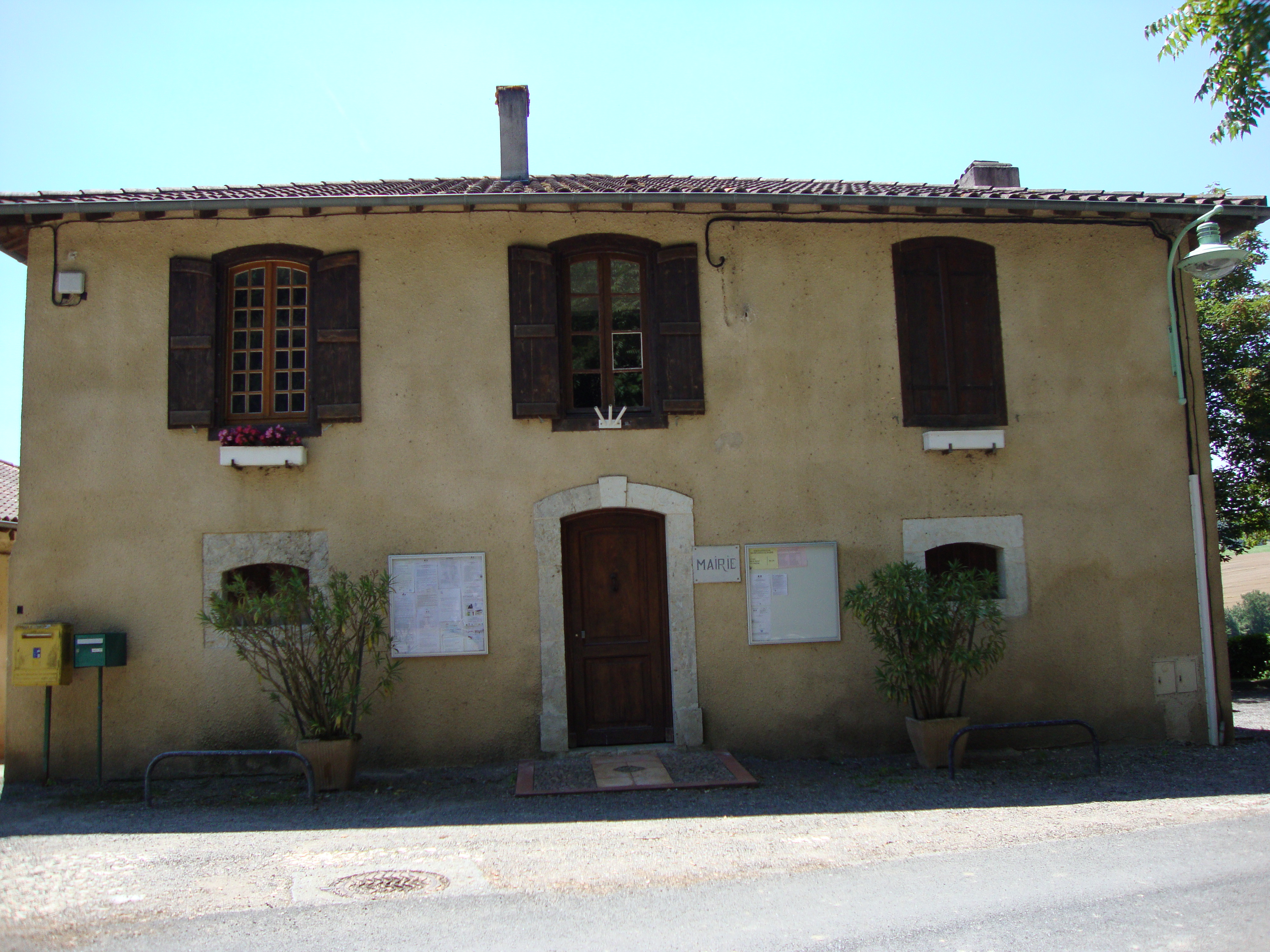
Мэрия
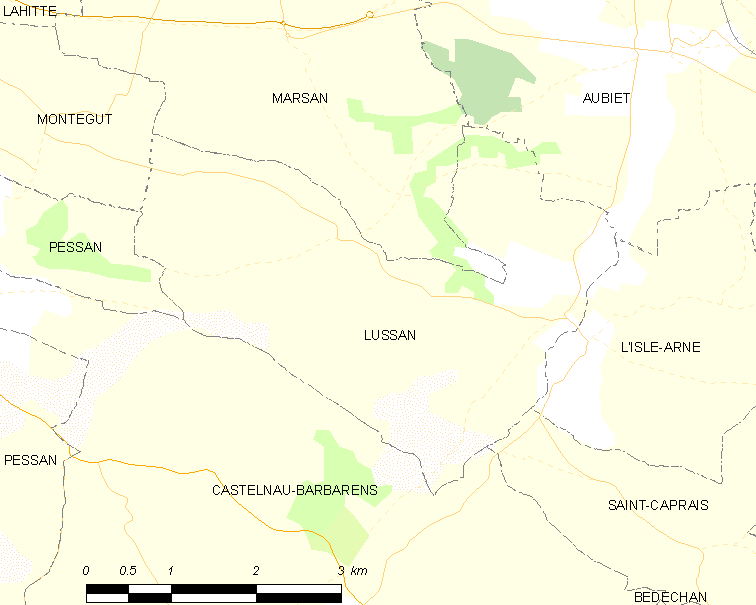
Карта коммуны